# Adéla chưa ăn bữa tối
Adéla chưa ăn bữa tối là một phim hài, phiêu lưu giả tưởng của Tiệp Khắc quay và công chiếu năm 1977.

## Nội dung
Phim xoay quay cuộc điều tra của thám tử Nick Carter về những vụ mất tích bí ẩn, mà thủ phạm đã lợi dụng một loài hoa ăn thịt người khổng lồ tên là Adéla.

## Diễn viên
- Michal Dočolomanský trong vai thám tử Nick Carter
- Rudolf Hrušínský trong vai Ledvina
- Gene Deitch thu âm Larry Matejka

## Giải thưởng
- Phim duy nhất đoạt giải Sao Thổ cho phim nước ngoài hay nhất năm 1980.
- Đề cử giải Sao Thổ cho phim tưởng tượng hay nhất năm 1980
- Giải Liên hoan phim Quốc tế Sitges cho quay phim xuất sắc nhất 1978[1]